# Büchig (Bretten)
Büchig ist einer von neun Stadtteilen der Großen Kreisstadt Bretten im Landkreis Karlsruhe in Baden-Württemberg. Büchig grenzt an die Gemarkungen Bauerbach, Neibsheim und Bretten. Es hat 1456 Einwohner (Stand: 30. April 2018).

## Geschichte
Das Dorf Büchig liegt nördlich von Bretten, in die Kraichgaulandschaft eingebettet. Am 1. Januar 1974 wurde die Gemeinde Büchig bei Bretten zu einem Stadtteil der Großen Kreisstadt Bretten.
Die erste urkundliche Nachricht über Büchig stammt aus dem Jahr 1290. Zwei inhaltlich zusammengehörende Urkunden von 1290 und 1296 erwähnten erstmals den Ortsnamen. Darin wird ein Hof in – Buche – erwähnt, den Heinrich von Eberstein den Gebrüdern Heinrich und Johann, genannt Wurme zu Bretten, zum Lehen gab. Der Ortsname geht auf das Althochdeutsche „buoh“ oder das mittelhochdeutsche „buoch“ zurück, was „Buchenwald“, „Wald“, „Wald mit hohem Baumbestand“ bedeutet.
Das früher rein bäuerliche, abseits der großen Verkehrsachsen gelegene Dorf, hat sich in der Nachkriegszeit, vor allem aber in den 1960er und 70er Jahren zu einer reizvollen Wohngemeinde mit dörflichem Charakter entwickelt. Grund war zum einen der gravierende Rückgang der Landwirtschaft, heute gibt es nur noch zwei hauptberufliche Landwirte, die beide je eine Betriebsfläche zwischen 80 und 120 ha bewirtschaften. Die übrige landwirtschaftliche Nutzfläche wird von etwa 10 Betrieben im Nebenerwerb genutzt. Insgesamt ist die Gemarkung 430 ha groß, davon sind 80 ha Wald.

## Religionen

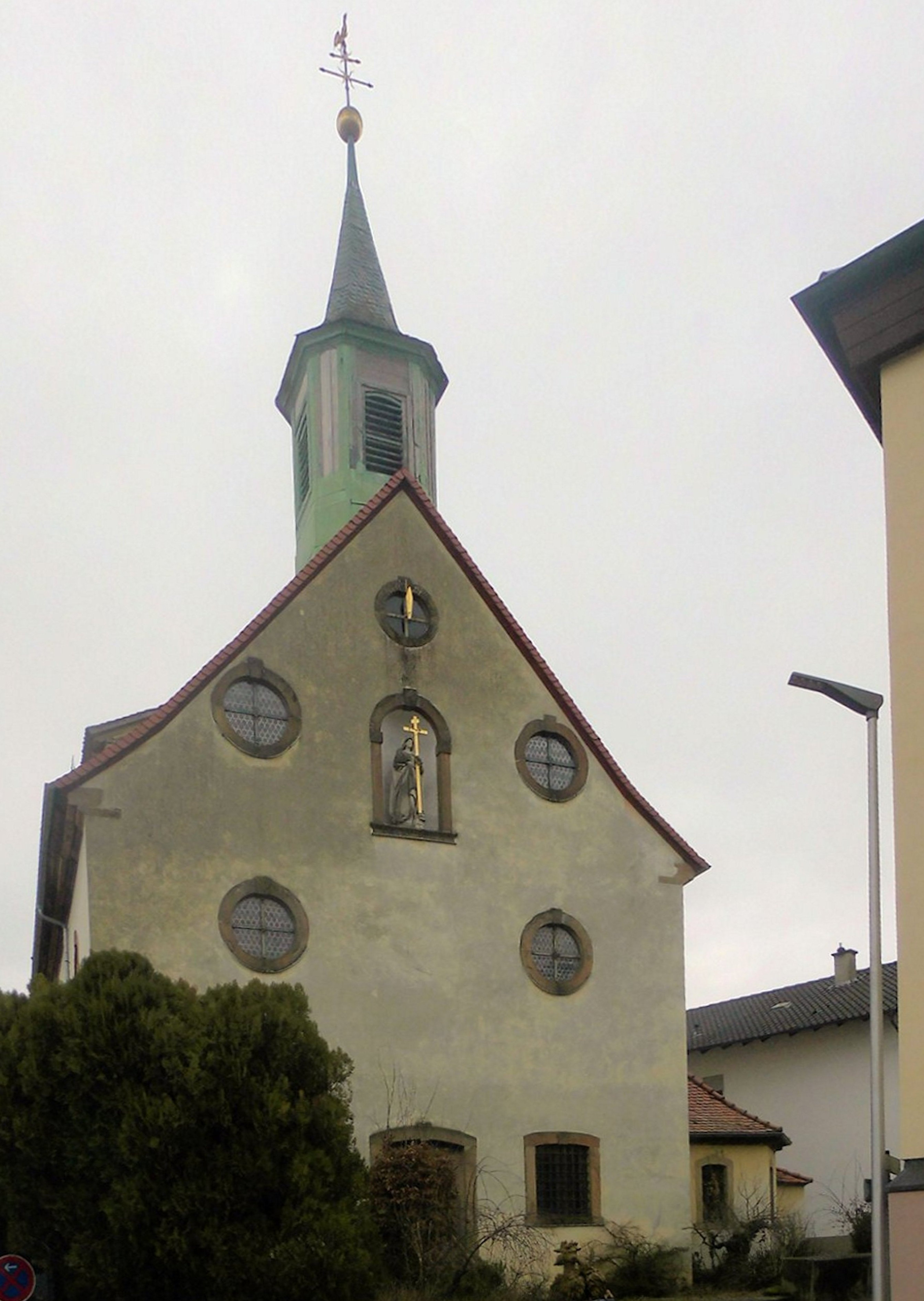
Heiligkreuz-Kirche

In Büchig leben überwiegend katholische Bürger. Sie gehören der Pfarrgemeinde „Heilig Kreuz“ an.

## Wappen
Das seit 1911 festgelegte Wappen geht auf einen runden Fleckensiegel, der im 18. Jahrhundert in Gebrauch war, zurück. Der erste Nachweis ist aus dem Jahr 1760 überliefert. Das Siegel zeigte ein Hufeisen, eine Blume und einen Engelskopf. 
Das Hufeisen wurde einstmals als Dorfzeichen angesehen und war auf Gemarkungsgrenzsteinen angebracht. Da Wappen einfach und schlicht gehalten werden sollen, hat man bereits bei der endgültigen Festschreibung das Hufeisen als Hauptsymbol übernommen.
Das Hufeisen als Wappeninhalt könnte als unterscheidendes Rechtszeichen gegenüber den angrenzenden Gemeinden oder als glücksbringendes Wappensymbol angesehen werden. Der Ort gehörte seit dem 15. Jahrhundert bis 1803 zum Hochstift Speyer. Somit war es naheliegend, dessen Farben Weiß und Blau für das Wappen zu übernehmen.
Bei Schwarz-Weiß-Darstellungen werden die verschiedenen Wappenfarben durch unterschiedliche heraldische Schraffuren angedeutet. Im Fall von Büchig ist es weiß für Silber und waagrecht schraffiert für Blau.

## Veranstaltungen
- Nationales U-13 Turnier mit Nachwuchsmannschaften von Bundesligisten
- Rassentierschauen des Kleintierzuchtvereins
- „Kerwe“
- Weihnachtsmarkt
- Faschingsveranstaltung
- Sportfest
- Maibaumstellen
- Maifest am 1. Mai
- Waldfest des Musikvereins an Christi Himmelfahrt
- Hubert-Keck-Gedächtnis-Turnier
- Oktoberfest des Musikvereins
- Erntedankfest
- Winterfeier des Gesangvereins und Musikverein jährlich abwechselnd

## Bildung
In Büchig befindet sich eine Grundschule, welche aufgrund von Lehrermangel zurzeit geschlossen ist, sowie ein Kindergarten.